# Wolcott (Indiana)
Wolcott es un pueblo ubicado en el condado de White en el estado estadounidense de Indiana. En el Censo de 2010 tenía una población de 1001 habitantes y una densidad poblacional de 652,85 personas por km².

## Geografía
Wolcott se encuentra ubicado en las coordenadas 40°45′33″N 87°2′32″O / 40.75917, -87.04222. Según la Oficina del Censo de los Estados Unidos, Wolcott tiene una superficie total de 1.53 km², de la cual 1.53 km² corresponden a tierra firme y (0%) 0 km² es agua.

## Demografía
Según el censo de 2010, había 1001 personas residiendo en Wolcott. La densidad de población era de 652,85 hab./km². De los 1001 habitantes, Wolcott estaba compuesto por el 95.3% blancos, el 0.3% eran afroamericanos, el 0.1% eran amerindios, el 0.3% eran asiáticos, el 0% eran isleños del Pacífico, el 1.1% eran de otras razas y el 2.9% pertenecían a dos o más razas. Del total de la población el 2.6% eran hispanos o latinos de cualquier raza.